# Tom Wilkens
Thomas „Tom“ Peter Wilkens (* 25. November 1975 in Middletown, New Jersey) ist ein ehemaliger Schwimmer aus den Vereinigten Staaten. Er gewann eine olympische Bronzemedaille. Bei Langbahnweltmeisterschaften erkämpfte er je eine Silber- und Bronzemedaille, bei Kurzbahnweltmeisterschaften erhielt er je eine Gold- und Bronzemedaille.

## Karriere
Wilkens besuchte die Christian Brothers Academy und danach die Stanford University. Als Student in Stanford nahm er an der Universiade 1995 in Fukuoka teil. Dort gewann er den Titel über 200 Meter Lagen.
Bei den Pan Pacific Swimming Championships 1997 in Fukuoka belegte er den dritten Platz über 200 Meter Brust hinter seinem Landsmann Kurt Grote und dem Japaner Yoshiaki Okita. Über 400 Meter Lagen belegte Wilkens den vierten Platz. 1998 wurde Wilkens über 200 Meter Brust Siebter bei den Weltmeisterschaften in Perth. 1999 erschwamm Wilkens bei den Pan Pacific Swimming Championships in Sydney drei Medaillen. Über 200 Meter Brust wurde er Zweiter hinter dem Australier Simon Cowley. Über 200 Meter Lagen siegte Wilkens vor dem Kanadier Curtis Myden und dem Australier Matthew Dunn. Auf der 400-Meter-Lagenstrecke drehte sich dieses Ergebnis um, Dunn siegte vor Myden und Wilkens. Im Jahr darauf bei den Olympischen Spielen 2000 in Sydney verfehlte Wilkens als 21. über 200 Meter Brust den Einzug ins Halbfinale. Über 200 Meter Lagen erreichte Wilkens als Siebter der Vorläufe und Sechster des Halbfinales das Finale. Im Endlauf siegte der Italiener Massimiliano Rosolino vor Tom Dolan und Tom Wilkens aus den Vereinigten Staaten. Wilkens schlug über eine Sekunde nach Dolan an und hatte 0,29 Sekunden Vorsprung vor dem viertplatzierten Ungarn Attila Czene.
2001 bei den Weltmeisterschaften in Fukuoka fand zunächst der Wettbewerb über 200 Meter Lagen statt. Massimiliano Rosolino siegte mit einer Sekunde Vorsprung vor Tom Wilkens, der drittplatzierte Australier Justin Norris schlug 0,18 Sekunden nach Wilkens an. Über 400 Meter Lagen siegte mit Alessio Boggiatto ebenfalls ein Italiener. Zwei Sekunden hinter Boggiatto und zwei Sekunden vor den anderen Finalisten belegten die Amerikaner Erik Vendt und Tom Wilkens die Plätze zwei und drei. Im April 2002 bei den Kurzbahnweltmeisterschaften in Moskau wurde Wilkens Sechster über 200 Meter Schmetterling. Über 200 Meter Lagen wurde er Dritter hinter dem Finnen Jani Sievinen und dem Slowenen Peter Mankoč. Über 400 Meter Lagen siegte Wilkens mit über zwei Sekunden Vorsprung auf den Kanadier Brian Johns. Im August 2002 fanden in Yokohama die Pan Pacific Swimming Championships statt. Über 200 Meter Lagen siegte Michael Phelps vor dem Japaner Takahiro Mori und Tom Wilkens. Wilkens trat auch über 400 Meter Lagen und über 200 Meter Brust an, konnte aber keine vordere Platzierung erreichen. 2003 nahm Wilkens an den Weltmeisterschaften in Barcelona teil. Über 400 Meter Lagen siegte Michael Phelps vor dem Ungarn László Cseh und dem Tunesier Oussama Mellouli. 0,7 Sekunden hinter Mellouli belegte Wilkens den vierten Platz.
Nach seiner Graduierung in Stanford schwamm Wilkens für den Santa Clara Swimming Club. 2004 kehrte Wilkens nach Middletown zurück und war dort einige Jahre in der Lokalpolitik aktiv.